# Cap Peloro
Le cap Peloro ou cap Faro est un cap à la pointe nord-est de la Sicile. Il commande l'entrée du  détroit de Messine. Il fait partie de la municipalité de Messine et du district de Torre Faro, près des lacs de Ganzirri.
Il se compose d'une langue basse et sablonneuse située au sud de l'extrémité sud-ouest de la Calabre, presque en face du hameau de Cannitello, et qui se termine presque à la localité de Santa Trada où se trouve le pylône calabrais de la ligne électrique du détroit. Le pylône sicilien est situé juste à côté de l'extrémité extrême du cap Peloro.
Il est le point d'entrée nord du détroit de Messine et est donc marqué par un phare très important pour la navigation. C'est le point de rencontre entre la mer Ionienne et la mer Tyrrhénienne, donc ses rives sont traversées par de forts courants pour l'action desquels la conformation des plages change chaque année.
La lagune du cap Peloro est également un site d'importance internationale, inscrit dans le projet de 1972 de l'UNESCO sur l'eau, et un site d'importance nationale reconnu par la Société Botanique Italienne. Plus de 400 espèces aquatiques vivent dans la réserve naturelle, dont au moins dix sont endémiques.

## Évocation
Pétrarque mentionne le sort du pilote Pélore de la flotte d'Hannibal dans son œuvre Africa. À l'instar de la mort du timonier d'Énée dans l'Énéide -Palinure qui donne son nom au cap Palinuro-, la mort de Pélore ordonné par Hannibal, donne son nom à son cap éponyme : le cap Peloro.